# بيوتر سكروبوسكي
بيوتر سكروبوسكي (بالبولندية: Piotr Skrobowski)‏ (مواليد 16 أكتوبر 1961) هو لاعب كرة قدم. يلعب مع منتخب بولندا لكرة القدم. سبق له أن لعب في كأس العالم لكرة القدم مع منتخب بلاده.

## مسيرته الكروية
لعب بيوتر سكروبوسكي خلال مسيرته الاحترافية مع 4 أندية في خمسة عشر موسمًا وسجل خلالها 7 أهداف ضمن 227 مباراة. حيث فاز في موسم واحد بالكأس ولم يفز بأي دوري.
خاض بيوتر سكروبوسكي مسيرته مع نادي فيسوا كراكوف في موسم 1978–79 ليلعب معه سبعة مواسم، مشاركًا في 120 مباراة سجل خلالها 7 أهداف. ثم انتقل إلى نادي لخ بوزنان في موسم 1985–86 واستمر معه طيلة ثلاثة مواسم، حيث شارك في 52 مباراة ولم يسجل أي هدف. لينتقل بعدها إلى نادي أولمبيا بوزنان في موسم 1988–89 ولمدة موسمين، مشاركًا في 41 مباراة ولم يسجل أي هدف أيضًا. ثم انتقل إلى نادي هاماربي لكرة القدم في موسم 1990 واستمر معه طيلة ثلاثة مواسم، مشاركًا في 14 مباراة ولم يسجل أي هدف أيضًا.

## روابط خارجية
- بيوتر سكروبوسكي على موقع الاتحاد الدولي (مؤرشف)  (الإنجليزية)
- بيوتر سكروبوسكي على موقع قاعدة بيانات كرة القدم.إي يو (الإنجليزية)
- بيوتر سكروبوسكي على موقع ناشيونال فوتبول تيمز (الإنجليزية)
- بيوتر سكروبوسكي على موقع Soccerway.com (الإنجليزية)
- بيوتر سكروبوسكي على موقع عالم كرة القدم.نت (الإنجليزية)